# Amphonyx lucifer
Espèce
Amphonyx lucifer est une espèce de lépidoptères (papillons) de la famille des Sphingidae, de la sous-famille des Sphinginae et de la tribu des Sphingini.

## Description
C'est une grand papillon dont l'envergure est de 140-160 mm.

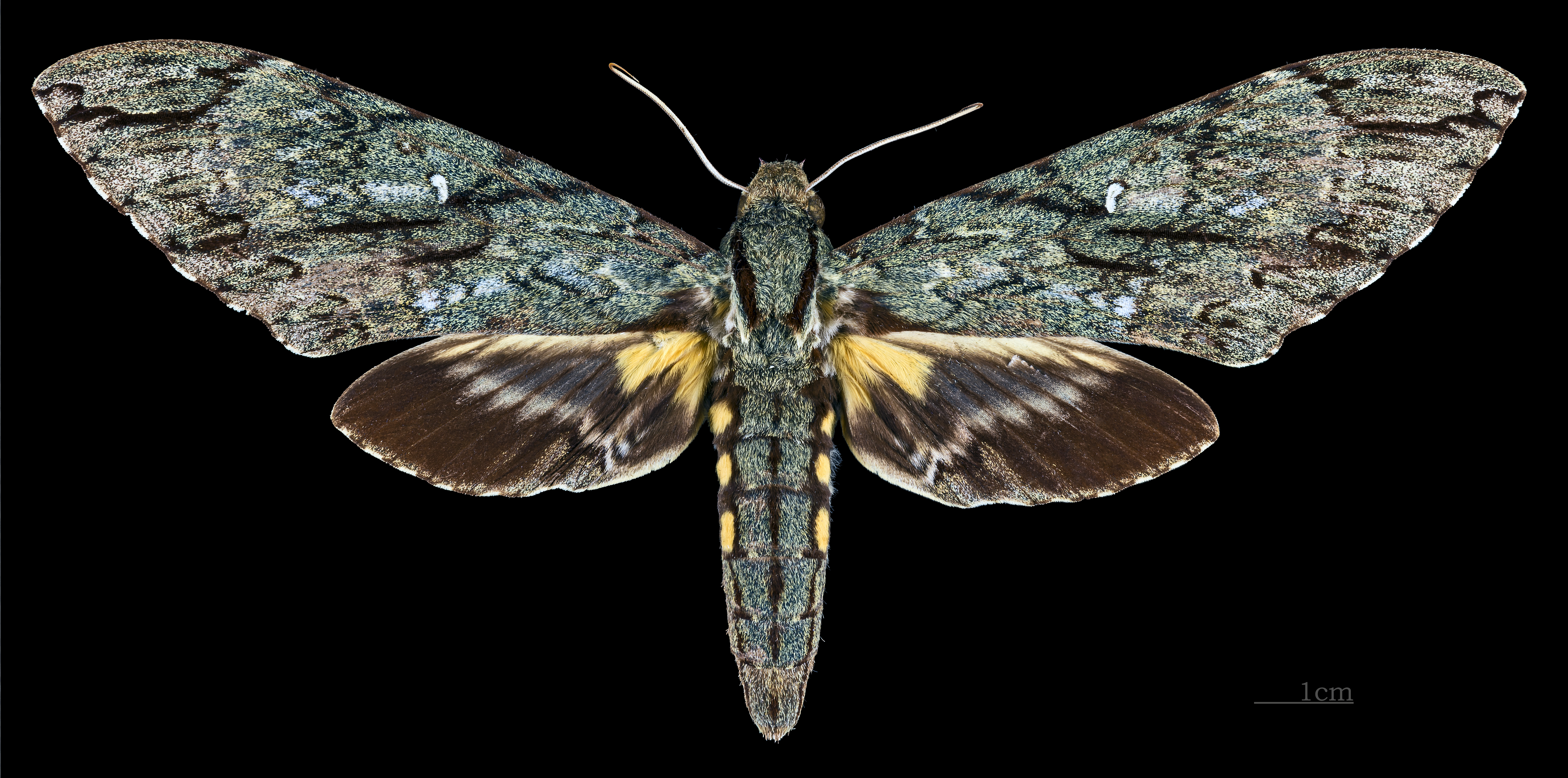
Femelle face dorsale MHNT
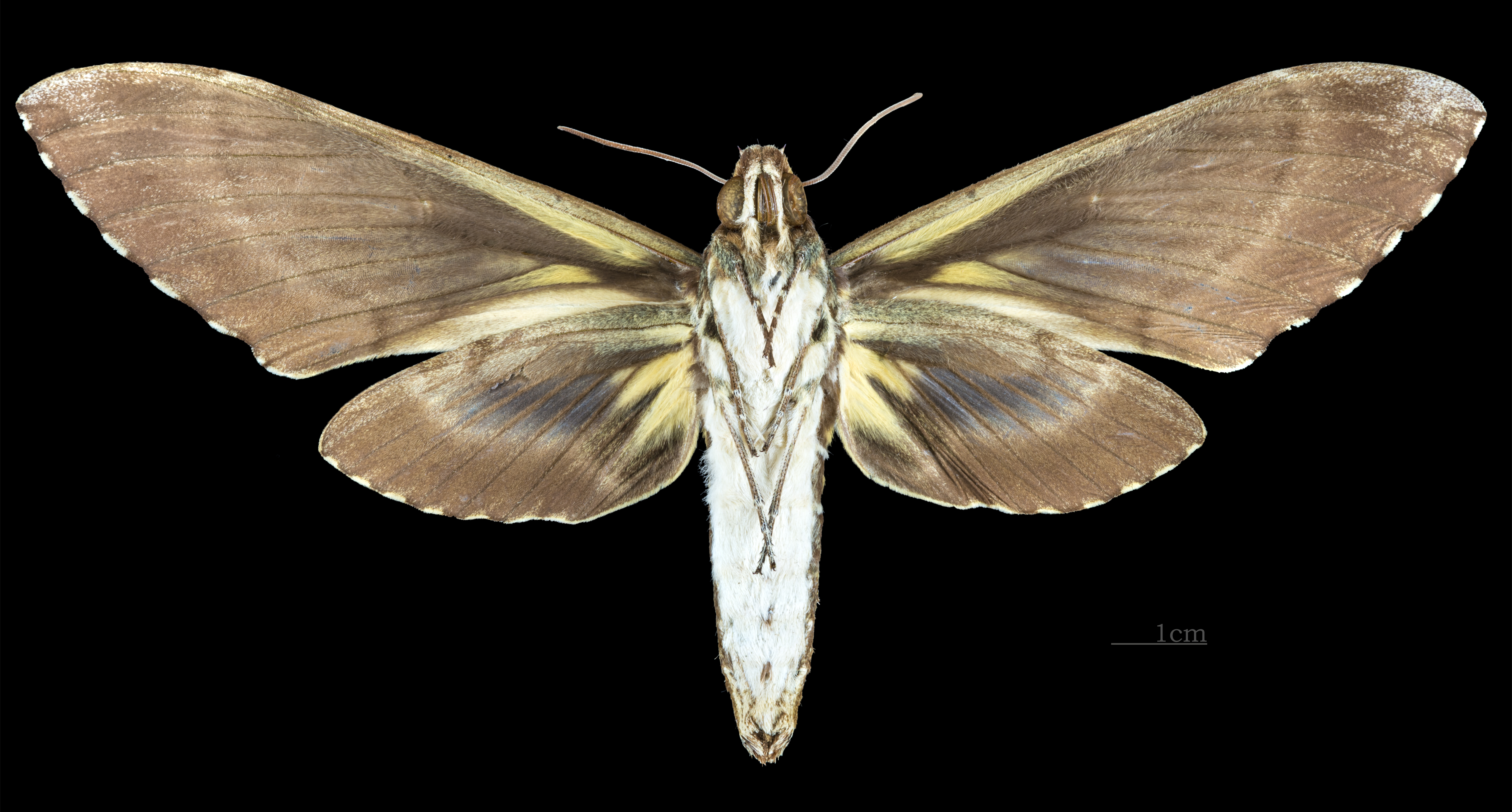
Femelle revers MHNT

## Distribution et habitat
Distribution
L'espèce est connue sur les basses terres tropicales et subtropicales du Mexique, du Belize, du Guatemala, du Nicaragua, du Costa Rica, du Venezuela, au Brésil, en Bolivie, en Argentine et en Équateur.

## Biologie
- Les adultes volent toute l'année. Ils se nourrissent du nectar des fleurs.

- Les chenilles se nourrissent sur Annona purpurea et Desmopsis schippii et probablement d'autres espèces d’Annonaceae. Elles sont vert et blanc ou bleu-vert clair. Le prepupa est vert avec une bande rose vers le bas de son dos.

## Systématique
- L'espèce Amphonyx lucifer a été décrite par les entomologistes Lionel Walter Rothschild et Heinrich Ernst Karl Jordan, en 1903 sous le nom initial de Cocytius lucifer[1].
- La localité type est Jalapa, au Mexique.

### Synonymie
- Cocytius lucifer Rothschild & Jordan, 1903 protonyme
- Cocytius macasensis Clark, 1922
- Cocytius lucifer lindneri Gehlen, 1944[2]

## Taxinomie
Longtemps classée dans le genre Cocytius l'espèce a été reclassée dans le genre Amphonyx à la suite des travaux de l'entomologiste Ulf Eitschberger en 2006.